# William Andrews Nesfield
William Andrews Nesfield (* 16. Juni 1793 in Chester-le-Street; † 2. März 1881 in London) war ein englischer Aquarellmaler und Landschaftsarchitekt. Seine zeitgenössisch beliebten Gartenentwürfe nahmen einen formalen, historisierenden Stil auf, der sich durch Detailreichtum und Vielfarbigkeit auszeichnete.

## Kindheit, Jugend und militärische Laufbahn
Nesfield war der älteste Sohn von William Nesfield, einem Geistlichen, und dessen erster Ehefrau Elizabeth Andrews (gestorben 1808). Sein Vater hatte einen kirchlichen Beruf auch für seinen Sohn vorgesehen. Die ersten drei Schuljahre des jungen Nesfield, das letzte am Winchester College, verliefen recht unglücklich. Es schlossen sich zwei Jahre am Gymnasium in Bury St. Edmunds an. Zu dieser Zeit begann sich Nesfield für eine militärische Laufbahn zu interessieren. Er besuchte das Trinity College in Cambridge, 1809 trat er als Kadett in die königliche Militärakademie in Woolwich ein. 1813 nahm er am Peninsular War teil. Danach diente er zwei Jahre im Britisch-Amerikanischen Krieg in Kanada als Aide-de-camp von Sir Gordon Drummond und war u. a. 1814 am Angriff auf Fort Erie beteiligt. 1818 nahm Nesfield seinen Abschied vom Militär und begann sich der Landschaftsmalerei zu widmen.

## Der Aquarellmaler

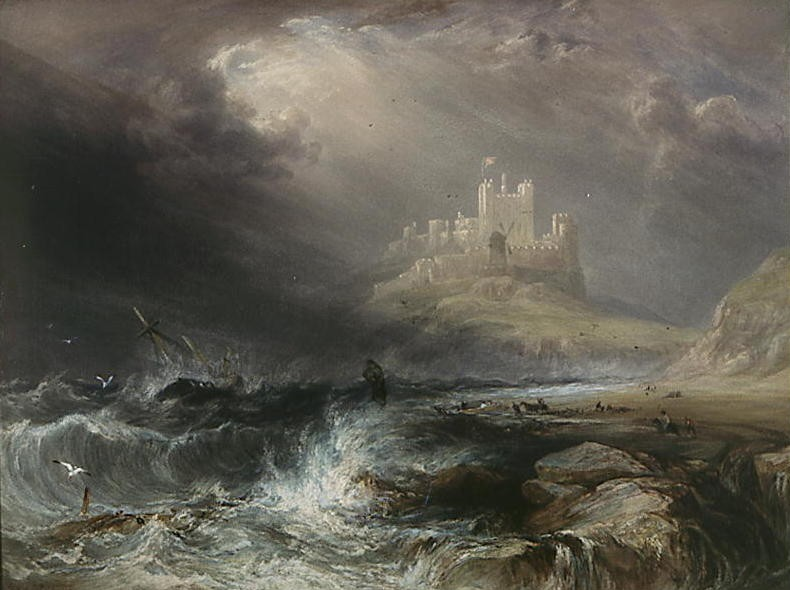
Bamburgh Castle

Seinen ersten Zeichenunterricht erhielt Nesfield an der Militärakademie durch den Sohn des Aquarellmalers Paul Sandby. Nesfield verbesserte seine Fähigkeiten durch Unterricht bei dem Maler Copley Fielding. Er wurde 1823 Mitglied der Society of Painters in Watercolours, die spätere Royal Watercolour Society, und beschickte seitdem regelmäßig Ausstellungen mit seinen Werken. Er pflegte zahlreiche Kontakte zu zeitgenössischen Malern. 1820 bereiste Nesfield die Schweiz, anschließend ließ er sich, mit Unterbrechungen, ab 1842 dauerhaft, in London nieder.
Seine Bilder zeigten Landschaften, manchmal in dramatischen Inszenierungen (Bamburgh Castle, Northumberland). Insbesondere stellte er Motive aus Wales, Schottland und dem nördlichen England, aber auch aus der Schweiz dar. Besonders treffend gelangen ihm Darstellungen von Wasserfällen.

## Der Landschaftsarchitekt

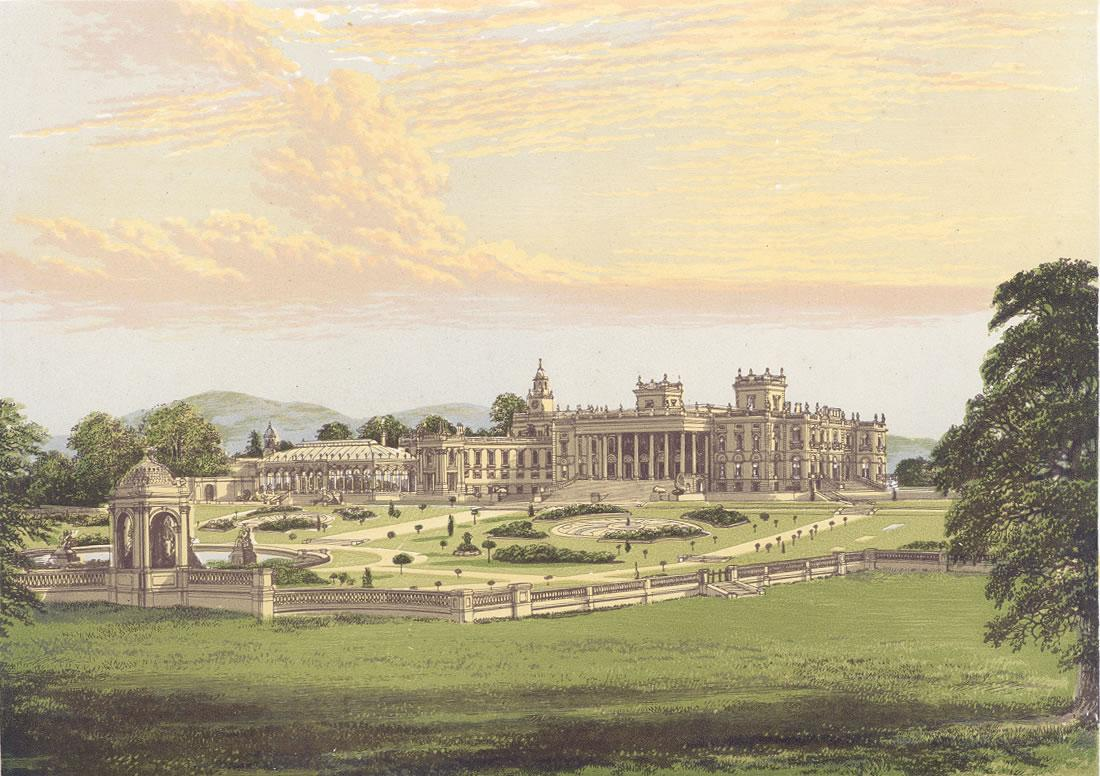
Witley Court mit Nesfields Gartengestaltung

Nach seiner Heirat 1833 begann Nesfield eine Karriere als Landschaftsarchitekt, häufig in Zusammenarbeit mit Anthony Salvin, William Burn (1789–1870) und Edward Blore. Zielsicher wusste Nesfield den Wunsch vieler Gartenbesitzer und Schlossherrn, die des Landschaftsgartenstils überdrüssig waren und zu formalen Gartengestaltungen zurückkehren wollten, dem viktorianischen Geschmack gemäß umzusetzen. Er orientierte sich an barocken Vorbildern wie Antoine-Joseph Dézallier d’Argenville oder Jacques Boyceau de la Barauderie. Nesfields Geschick bestand darin, nicht lediglich Kopien traditioneller Formen zu inszenieren, sondern einen eigenständigen Stil zu entwickeln: Er sah die Landschaftsgärtnerei als eine „Kunst, mit den Materialien der Natur zu malen“ – mit anderen Werkzeugen und in größerem Maßstab. Aber auch detailverliebte Gestaltungen wie Gartenparterres und Irrgärten oder Einzelobjekte wie Terrassen und Balustraden zählten zu seinen Werken.
Bis zu seinem Tod gestaltete Nesfield über zweihundert Gärten, er war ein gefragter Landschaftskünstler. Da seine reich ausgestatteten und häufig polychromen Schöpfungen viel Pflege benötigten, haben sich die meisten seiner Entwürfe nicht erhalten.

## Privatleben und Nachkommen
Nesfield heiratete 1833 Emma Mills (gestorben 1874). Das Ehepaar hatte zwei Söhne: William Eden Nesfield (1835–1888), der Architekt wurde, und Markham Nesfield (1841–1874), der Landschaftsarchitekt wurde; der letztere verunglückte bei einem Reitunfall tödlich.

## Gartenkünstlerisches Werk (Auswahl)
- Royal Botanic Gardens, Kew: See, Terrasse, Sichtachsen (1843)
- Somerleyton Hall, Suffolk: Terrasse, Sonnenuhr, Irrgarten (1845)
- Witley Court, Worcestershire: umfangreiche Gesamtgestaltung, Poseidon-Brunnen (1850)
- Worsley Hall, Lancashire: Terrasse und Gartenparterre (1857)
- Eaton Hall, Cheshire: Gartenparterre (1857)
- The Royal Horticultural Society Gardens, Kensington: Gesamtgestaltung, Irrgarten (1860/1861)